# Castello di Albrechtsburg
Il castello di Albrechtsburg è un castello, costruito in stile gotico, che sovrasta la città di Meißen, nel Land della Sassonia, in Germania.

## Storia
Nel 929 il re Enrico l'Uccellatore espugnò una fortezza slava, posta su una roccia a strapiombo sul fiume Elba, chiamata dai suoi abitanti Misnia. In seguito il fortilizio si espanse e, nel 965, divenne capitale del Margraviato di Meißen e successivamente dell'Elettorato di Sassonia. Sotto il regno dei due principi elettori fratelli Ernesto e Alberto, il castello venne ricostruito, per la prima volta nel mondo germanico, in funzione residenziale, mentre precedentemente la funzione era sempre stata quella di difesa del territorio. Quando i due fratelli, che per vent'anni avevano regnato assieme, nel 1485, si spartirono i beni della casata di Wettin, il castello entrò in possesso di Alberto. Il figlio di Alberto, Giorgio il Barbuto, in un primo momento pose la sede della sua corte ad Albrechtsburg ma presto preferì ad esso il castello di Dresda. Nel 1710 il principe Augusto II aprì nel castello una fabbrica di porcellane. La fabbrica rimase nel castello fino al 1863.

## Galleria d'immagini

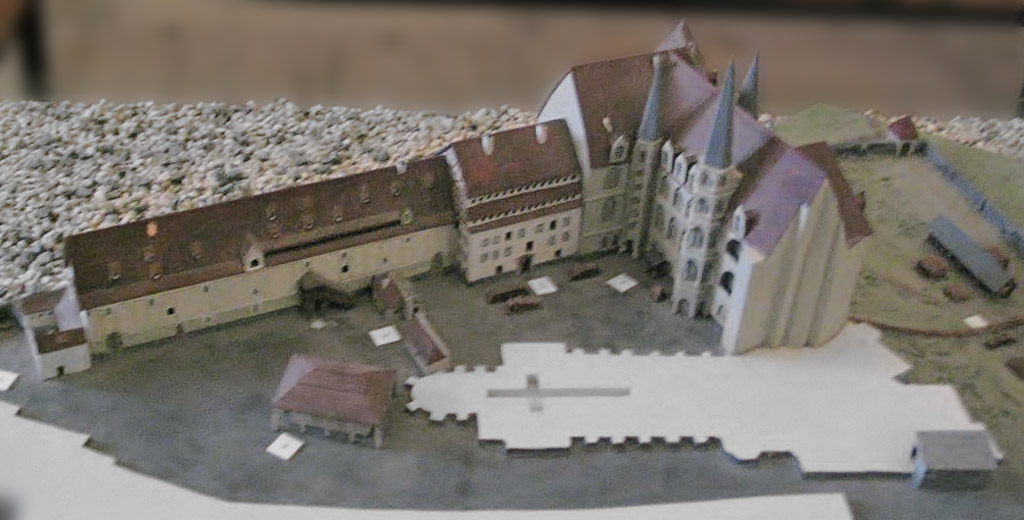
Modello del castello nel XVIII secolo
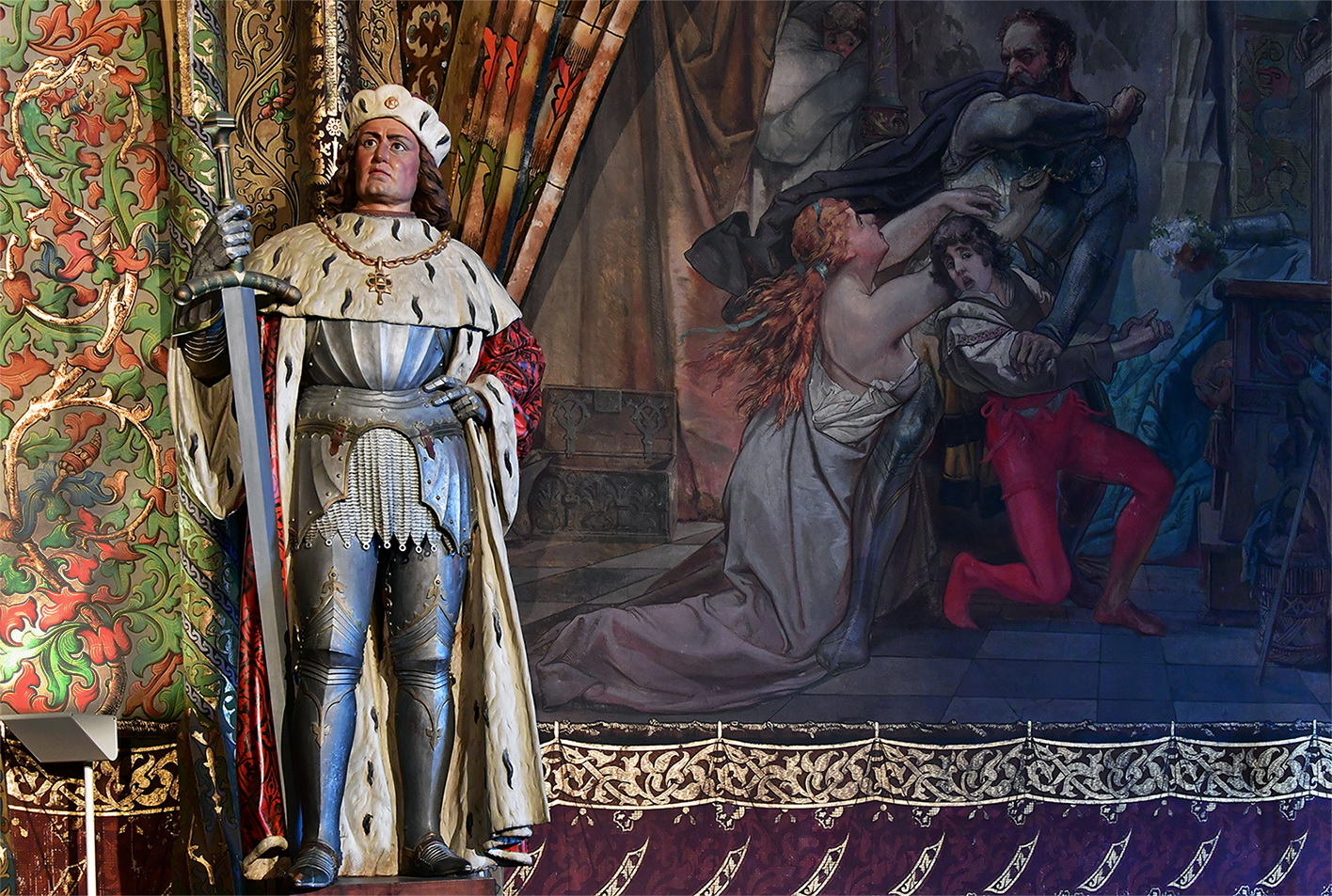
"Große Hofstube"
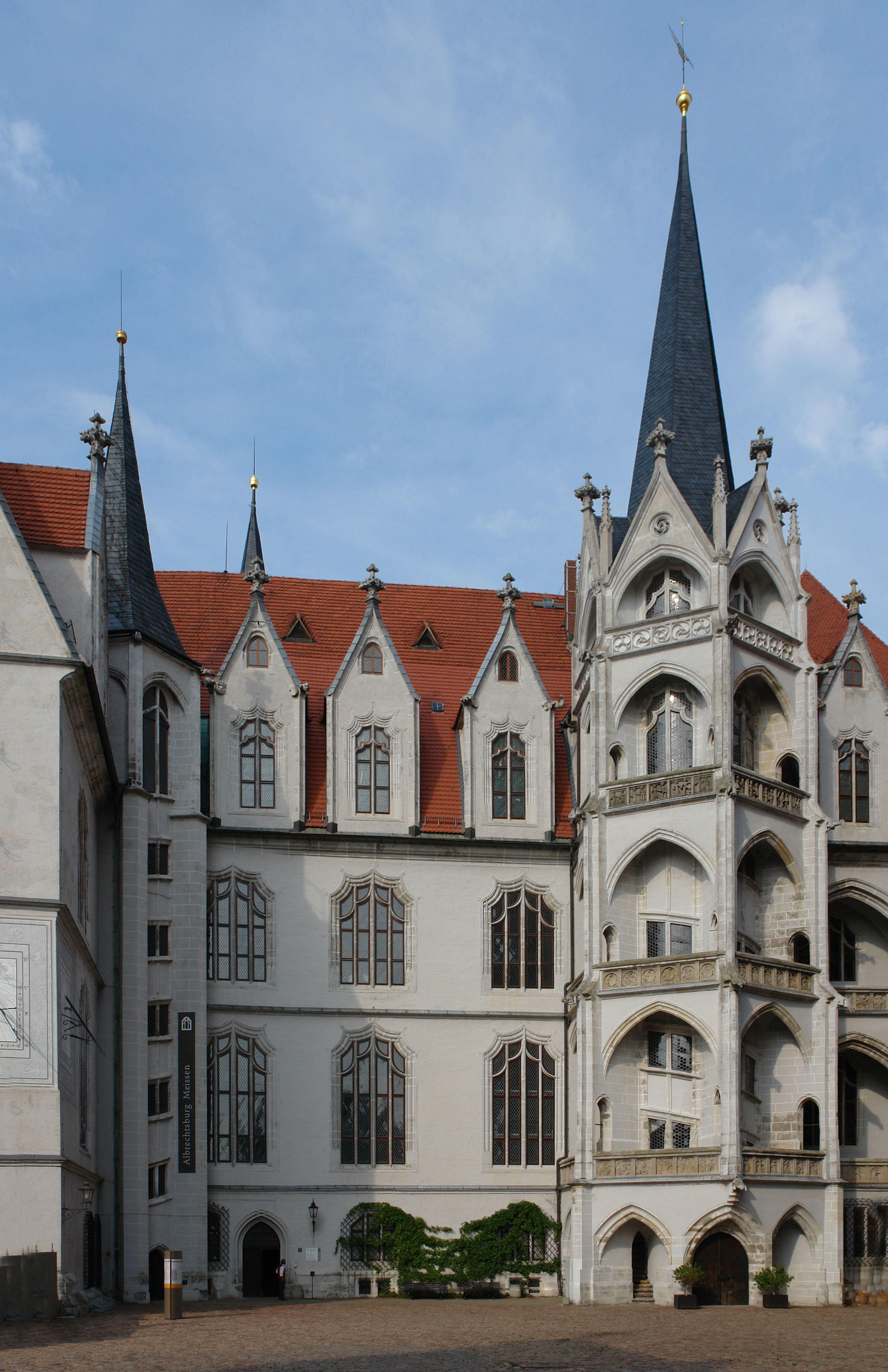
Facciata cortile interno ovest e tromba delle scale a chiocciola.
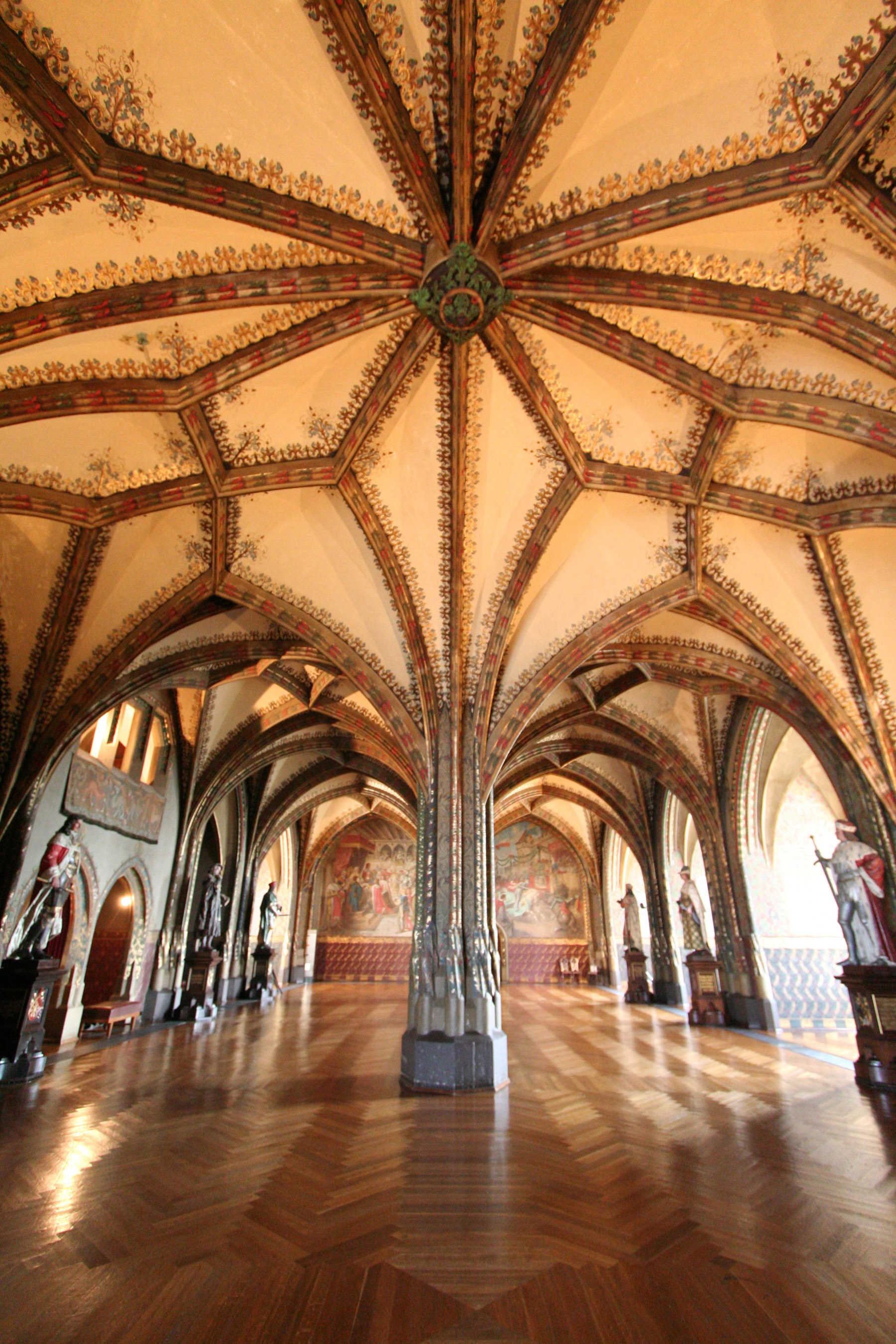
Salone del castello
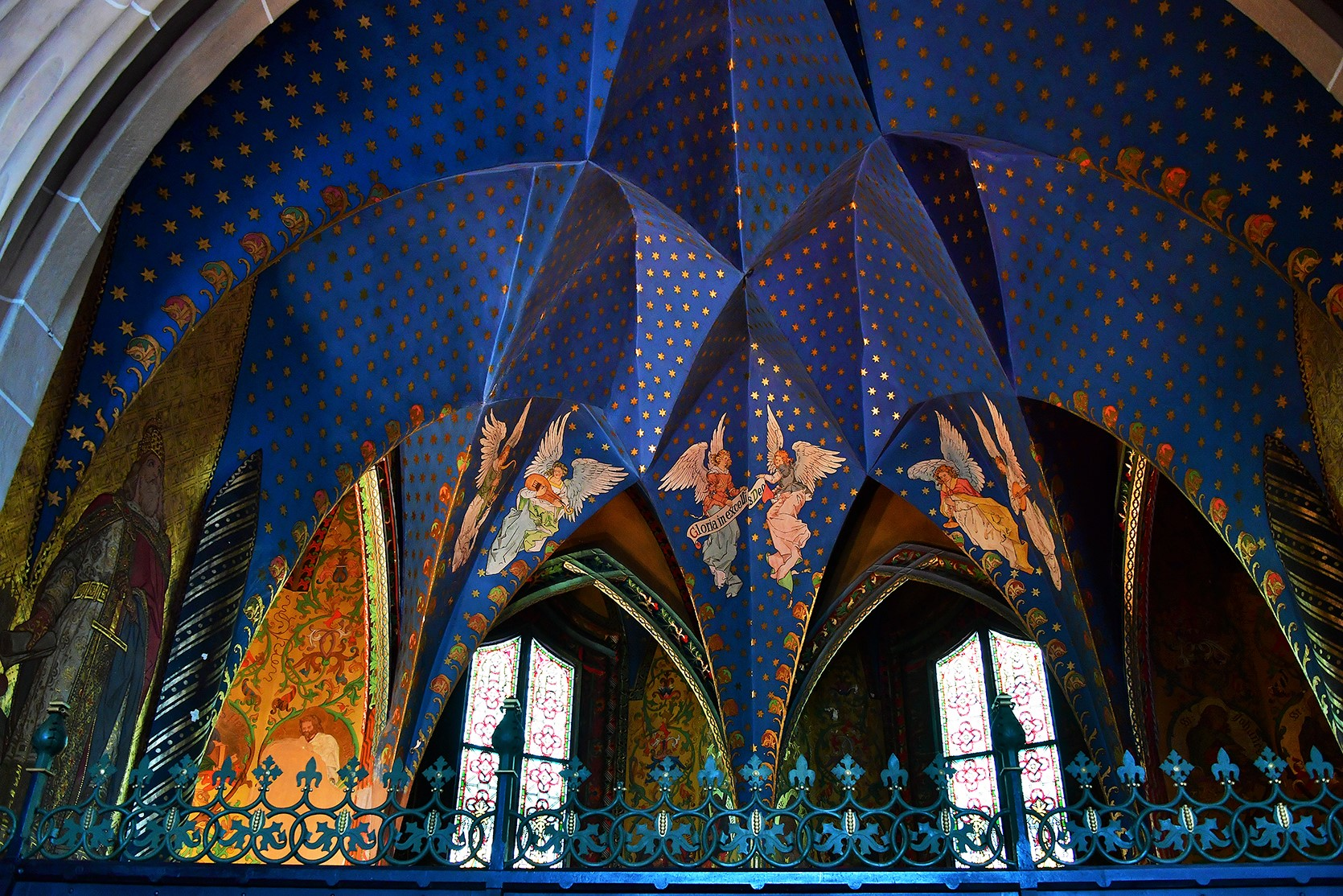
Cappella
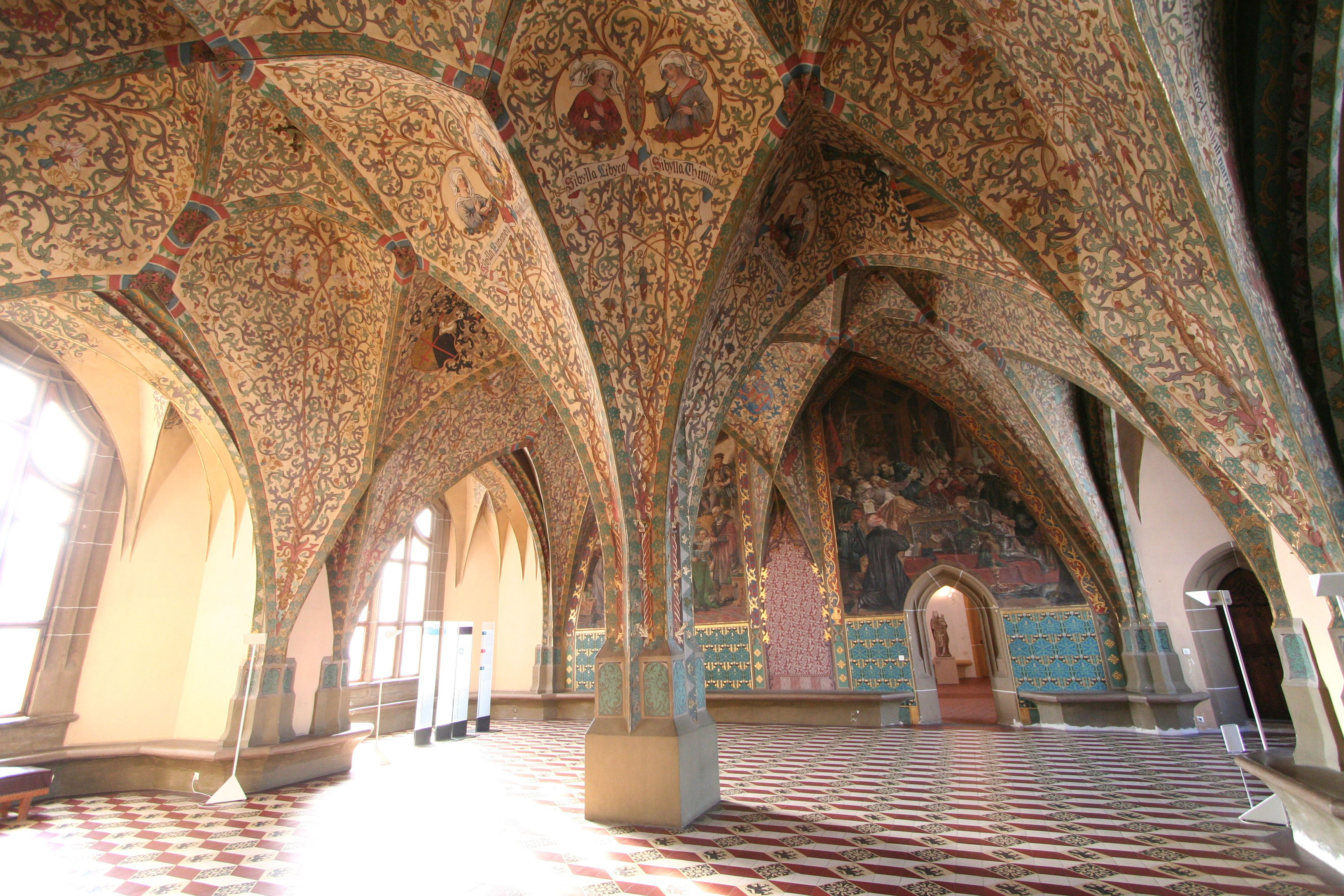
Sala del castello affrescata
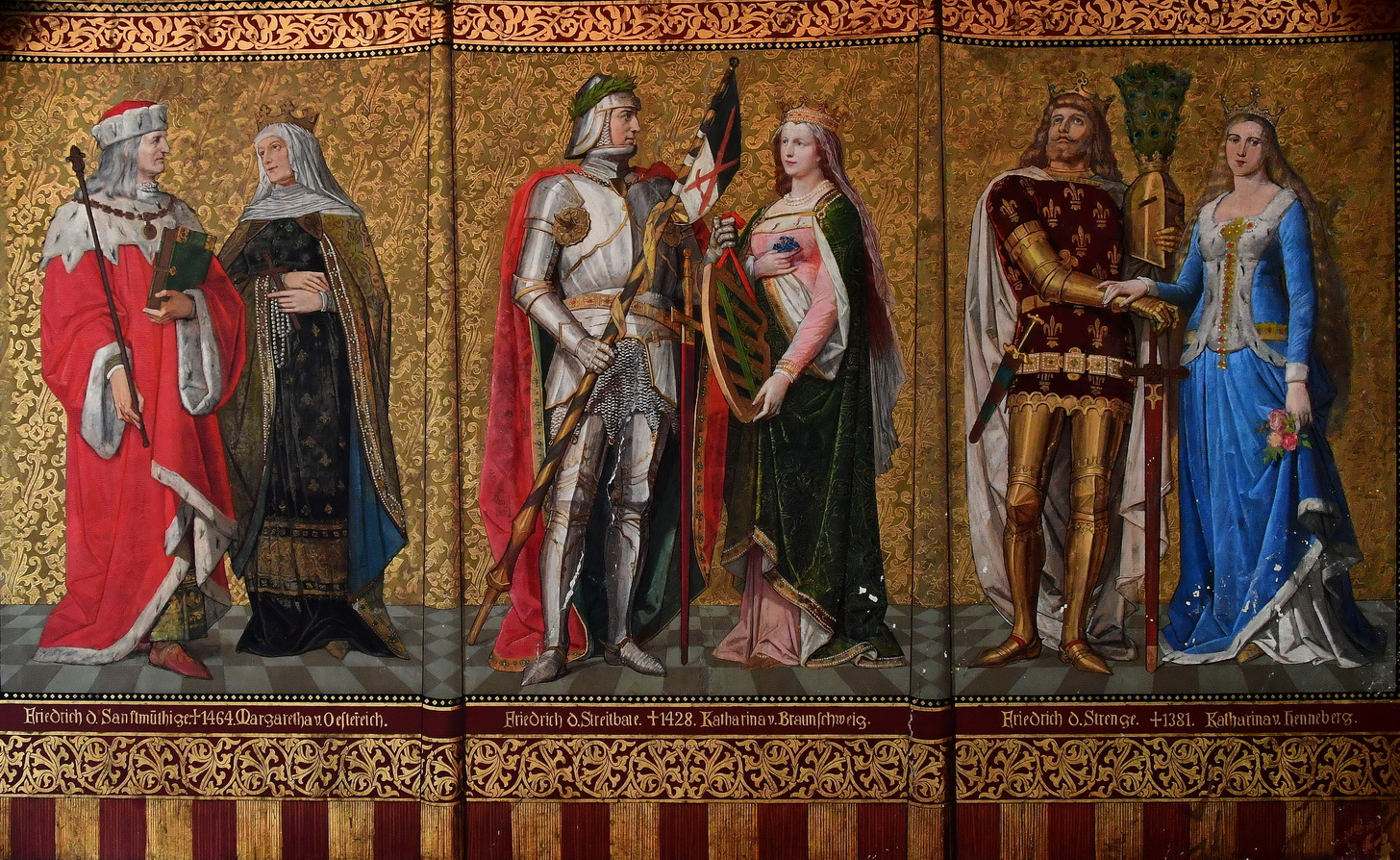
Murale